# Incerteza de medição
A incerteza é um parâmetro que indica a qualidade de uma  medida de uma forma quantitativa. 
A noção de incerteza é importante a partir do momento que afirmamos algo sobre o mundo externo, sob o qual não temos absoluto conhecimento. Resultados obtidos a partir da matemática ou da física teórica não apresentam incertezas. Estes são exatos, já que provém de definições ( axiomas e  teoremas, etc.) criados pelo homem. Ou seja, estes resultados são, de certa forma, uma reafirmação destas definições. Quando fazemos uma medida, não temos total controle e nem absoluta certeza sobre a natureza do mensurando (i.e., aquilo que é medido). 
Incertezas têm um papel particularmente importante em ciências da natureza, já que é essencial a reproducibilidade de resultados. Sendo assim, precisamos de uma quantidade que nos indique quando uma medida fora do usual é resultado de um erro na teoria ou na montagem do  experimento e quando é um resultado de flutuações estatísticas aleatórias.  Quando se realiza um experimento para medir alguma  grandeza, tenta-se eliminar todos os erros que podem vir da teoria e/ou do  aparato que utilizamos. Porém, é impossível tomar conta de todas as flutuações, como na temperatura, no suprimento de voltagem para os aparelhos, na radiação de fundo, vibração dos instrumentos de suporte, etc.  Por isso, a incerteza é uma característica fundamental de qualquer experimento. Existem métodos baseados em  probabilidade que nos permitem analisar e julgar os resultados das medições e atribuir a elas um grau de confiabilidade, contanto que as flutuações provenham apenas destas flutuações.